# 樋口忠彦 (工学者)
樋口忠彦（ひぐち ただひこ、1944年2月13日 - ）は、日本の景観学者・工学者。専門は景観工学。学位は、工学博士（学位論文「景観の構造に関する基礎的研究」）。元京都大学教授。新潟大学名誉教授。広島工業大学教授。埼玉県羽生市生まれ。

## 略歴
埼玉県立熊谷高等学校を経て、1967年東京大学工学部土木工学科を卒業し、東京大学大学院工学系研究科に進学。八十島義之助に師事。同門に中村良夫、篠原修ら。1974年東京大学大学院工学系研究科博士課程修了、学位論文「景観の構造に関する基礎的研究」で工学博士の学位を取得。東京工業大学助手、1982年山梨大学工学部助教授、新潟大学工学部建設学科助教授を経て教授。1982年、博士論文を基に公刊した『日本の景観』でサントリー学芸賞受賞。同著は芦原義信の翻訳により海外でも刊行される。
2001年から京都大学大学院工学研究科都市環境工学専攻景域環境計画学教授。2008年定年退任。これまで日本都市計画学会石川賞、土木学会著作賞、日本建築学会賞（業績）などを受賞している。

## 著書
- 『景観の構造 ランドスケープとしての日本の空間』技報堂 1975
- 『日本の景観 ふるさとの原型』春秋社 1981 のちちくま学芸文庫
- 『郊外の風景 江戸から東京へ』教育出版（江戸東京ライブラリー）2000

共編
- 『日本人はどのように国土をつくったか 地文学事始』上田篤,中村良夫共編 学芸出版社 2005